# Podophyllotoxin
Podophyllotoxin (PPT), còn được gọi là podofilox, là một loại kem y tế được sử dụng để điều trị mụn cóc sinh dục và molluscum contagiosum. Nó không được khuyến cáo trong nhiễm trùng HPV mà không có mụn cóc bên ngoài. Nó có thể được áp dụng bởi một nhà cung cấp chăm sóc sức khỏe hoặc chính người đó.
Nó là một lignan độc tố không chứa alcaloid được chiết xuất từ rễ và thân rễ của các loài Podophyllum. Một dạng ít tinh chế được gọi là nhựa podophyllum cũng có sẵn, nhưng có tác dụng phụ lớn hơn.
Podophyllotoxin được phân lập vào năm 1880. Tại Vương quốc Anh, giá cho NHS là 3,5 ml thuốc là khoảng 14,49 pound. Ở Hoa Kỳ, giá của một đợt điều trị là hơn 200 đô la.

## Sử dụng trong y tế
Podophyllotoxin sở hữu một số lượng lớn các ứng dụng y tế, vì nó có thể ngăn chặn sự sao chép của cả DNA tế bào và virus bằng cách liên kết các enzyme cần thiết. Nó cũng có thể làm mất ổn định các vi ống và ngăn chặn sự phân chia tế bào. Do những tương tác này, nó được coi là một loại thuốc chống vi trùng. Podophyllotoxin và các dẫn xuất của nó được sử dụng như thuốc tẩy, xổ, virus đại lý, làm phồng da, giun sán, và tính chống ung thư đại lý. Các chất chống ung thư có nguồn gốc từ Podophyllotoxin bao gồm etoposide và teniposide. Những loại thuốc này đã được sử dụng thành công trong điều trị chống lại nhiều bệnh ung thư bao gồm ung thư tinh hoàn, vú, tụy, phổi, dạ dày và buồng trứng.

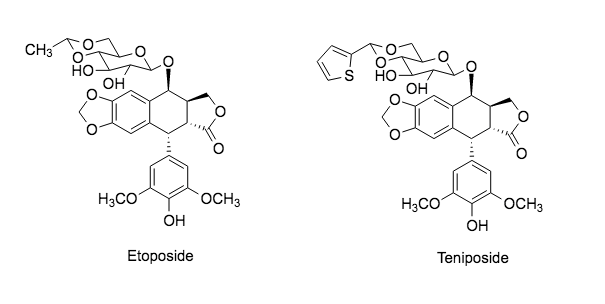
Các dẫn xuất của podophyllotoxin đã được thiết kế cho khả năng chống lại các khối u.

Kem Podophyllotoxin thường được kê đơn là một loại thuốc chống vi rút tại chỗ mạnh. Nó được sử dụng để điều trị nhiễm trùng HPV với mụn cóc bên ngoài cũng như nhiễm trùng molluscum contagisum. Kem PPT có hiệu quả cao với các tác dụng phụ tối thiểu, thường được giới hạn ở ngứa, kích ứng và đỏ. Kem PPT 0,5% được quy định cho hai lần sử dụng hàng ngày trong 3 ngày tiếp theo 4 ngày không có ứng dụng, chu kỳ hàng tuần này được lặp lại trong 4 tuần. Nó cũng có thể được quy định dưới dạng gel, trái ngược với kem. PPT cũng được bán dưới tên condyline và warticon.

## Sự phong phú tự nhiên
Nó hiện diện ở nồng độ 0,3 đến 1% theo khối lượng trong thân rễ của Mayapple Mỹ (Podophyllum peltatum). Một nguồn phổ biến khác của podophyllotoxin là thân rễ của Sinopodophyllum hexandrum Royle (Berberidaceae).
Nó được sinh tổng hợp từ hai phân tử rượu coniferyl bằng cách liên kết oxy hóa phenolic và một loạt các quá trình oxy hóa, khử và methyl hóa.